# Dampierstraße (Papua-Neuguinea)
Die Dampier-Straße [ˈdæmpjə] ist eine Schifffahrtsstraße, die die Bismarcksee mit der Salomonensee verbindet. Sie verläuft zwischen den Inseln Umboi, der Ritter-Insel und Sakar im Westen sowie Neubritannien im Osten. 
Benannt wurde die Straße nach dem britischen Seefahrer William Dampier.